# 2016-os Formula–1 magyar nagydíj
A magyar nagydíj volt a 2016-os Formula–1 világbajnokság tizenegyedik futama, amelyet 2016. július 22. és július 24. között rendeztek meg a Hungaroringen, Mogyoródon.

## Szabadedzések

### Első szabadedzés
A magyar nagydíj első szabadedzését július 22-én, pénteken délelőtt tartották.
| helyezés | versenyző        | csapat/motor         | elért idő | különbség | futott kör |
| -------- | ---------------- | -------------------- | --------- | --------- | ---------- |
| 1        | Lewis Hamilton   | Mercedes             | 1:21,347  | −         | 34         |
| 2        | Nico Rosberg     | Mercedes             | 1:21,584  | +0,237    | 34         |
| 3        | Sebastian Vettel | Ferrari              | 1:22,991  | +1,644    | 22         |
| 4        | Kimi Räikkönen   | Ferrari              | 1:23,082  | +1,735    | 19         |
| 5        | Daniel Ricciardo | Red Bull-TAG Heuer   | 1:23,174  | +1,827    | 28         |
| 6        | Max Verstappen   | Red Bull-TAG Heuer   | 1:23,457  | +2,110    | 27         |
| 7        | Fernando Alonso  | McLaren-Honda        | 1:23,935  | +2,588    | 28         |
| 8        | Jenson Button    | McLaren-Honda        | 1:23,961  | +2,614    | 18         |
| 9        | Romain Grosjean  | Haas-Ferrari         | 1:24,013  | +2,666    | 22         |
| 10       | Sergio Pérez     | Force India-Mercedes | 1:24,073  | +2,726    | 29         |
| 11       | Nico Hülkenberg  | Force India-Mercedes | 1:24,120  | +2,773    | 29         |
| 12       | Felipe Massa     | Williams-Mercedes    | 1:24,154  | +2,807    | 27         |
| 13       | Valtteri Bottas  | Williams-Mercedes    | 1:24,370  | +3,023    | 33         |
| 14       | Carlos Sainz Jr. | Toro Rosso-Ferrari   | 1:24,579  | +3,232    | 27         |
| 15       | Marcus Ericsson  | Sauber-Ferrari       | 1:24,981  | +3,634    | 19         |
| 16       | Charles Leclerc  | Haas-Ferrari         | 1:25,181  | +3,834    | 22         |
| 17       | Felipe Nasr      | Sauber-Ferrari       | 1:25,256  | +3,909    | 18         |
| 18       | Esteban Ocon     | Renault              | 1:25,260  | +3,913    | 28         |
| 19       | Danyiil Kvjat    | Toro Rosso-Ferrari   | 1:25,324  | +3,977    | 16         |
| 20       | Rio Haryanto     | Manor-Mercedes       | 1:27,012  | +5,665    | 23         |
| 21       | Pascal Wehrlein  | Manor-Mercedes       | 1:27,249  | +5,902    | 9          |
| 22       | Jolyon Palmer    | Renault              | 1:28,560  | +7,213    | 6          |

### Második szabadedzés
A magyar nagydíj második szabadedzését július 22-én, pénteken délután tartották.
| helyezés | versenyző         | csapat/motor         | elért idő | különbség | futott kör |
| -------- | ----------------- | -------------------- | --------- | --------- | ---------- |
| 1        | Nico Rosberg      | Mercedes             | 1:20,435  | −         | 45         |
| 2        | Daniel Ricciardo  | Red Bull-TAG Heuer   | 1:21,030  | +0,595    | 36         |
| 3        | Sebastian Vettel  | Ferrari              | 1:21,348  | +0,913    | 31         |
| 4        | Max Verstappen    | Red Bull-TAG Heuer   | 1:21,770  | +1,335    | 35         |
| 5        | Lewis Hamilton    | Mercedes             | 1:21,960  | +1,525    | 4          |
| 6        | Kimi Räikkönen    | Ferrari              | 1:22,058  | +1,623    | 46         |
| 7        | Fernando Alonso   | McLaren-Honda        | 1:22,328  | +1,893    | 21         |
| 8        | Jenson Button     | McLaren-Honda        | 1:22,387  | +1,952    | 34         |
| 9        | Nico Hülkenberg   | Force India-Mercedes | 1:22,449  | +2,014    | 41         |
| 10       | Sergio Pérez      | Force India-Mercedes | 1:22,653  | +2,218    | 38         |
| 11       | Esteban Gutiérrez | Haas-Ferrari         | 1:22,673  | +2,238    | 38         |
| 12       | Felipe Massa      | Williams-Mercedes    | 1:22,681  | +2,246    | 39         |
| 13       | Carlos Sainz Jr.  | Toro Rosso-Ferrari   | 1:22,689  | +2,254    | 24         |
| 14       | Valtteri Bottas   | Williams-Mercedes    | 1:22,773  | +2,338    | 38         |
| 15       | Romain Grosjean   | Haas-Ferrari         | 1:22,864  | +2,429    | 28         |
| 16       | Danyiil Kvjat     | Toro Rosso-Ferrari   | 1:22,948  | +2,513    | 43         |
| 17       | Kevin Magnussen   | Renault              | 1:23,347  | +2,912    | 41         |
| 18       | Marcus Ericsson   | Sauber-Ferrari       | 1:23,437  | +3,002    | 36         |
| 19       | Jolyon Palmer     | Renault              | 1:23,528  | +3,093    | 12         |
| 20       | Felipe Nasr       | Sauber-Ferrari       | 1:23,986  | +3,551    | 31         |
| 21       | Pascal Wehrlein   | Manor-Mercedes       | 1:23,992  | +3,557    | 22         |
| 22       | Rio Haryanto      | Manor-Mercedes       | 1:24,265  | +3,830    | 36         |

### Harmadik szabadedzés
A magyar nagydíj harmadik szabadedzését július 23-án, szombaton délelőtt tartották.
| helyezés | versenyző         | csapat/motor         | elért idő | különbség | futott kör |
| -------- | ----------------- | -------------------- | --------- | --------- | ---------- |
| 1        | Nico Rosberg      | Mercedes             | 1:20,261  | −         | 25         |
| 2        | Max Verstappen    | Red Bull-TAG Heuer   | 1:20,263  | +0,002    | 10         |
| 3        | Daniel Ricciardo  | Red Bull-TAG Heuer   | 1:20,726  | +0,465    | 22         |
| 4        | Lewis Hamilton    | Mercedes             | 1:20,769  | +0,508    | 23         |
| 5        | Kimi Räikkönen    | Ferrari              | 1:20,859  | +0,598    | 18         |
| 6        | Sebastian Vettel  | Ferrari              | 1:21,185  | +0,924    | 22         |
| 7        | Fernando Alonso   | McLaren-Honda        | 1:21,584  | +1,323    | 11         |
| 8        | Valtteri Bottas   | Williams-Mercedes    | 1:21,649  | +1,388    | 21         |
| 9        | Sergio Pérez      | Force India-Mercedes | 1:21,672  | +1,411    | 22         |
| 10       | Jolyon Palmer     | Renault              | 1:21,935  | +1,674    | 19         |
| 11       | Felipe Massa      | Williams-Mercedes    | 1:21,975  | +1,714    | 28         |
| 12       | Kevin Magnussen   | Renault              | 1:21,989  | +1,728    | 13         |
| 13       | Jenson Button     | McLaren-Honda        | 1:22,009  | +1,748    | 11         |
| 14       | Esteban Gutiérrez | Haas-Ferrari         | 1:22,142  | +1,881    | 15         |
| 15       | Romain Grosjean   | Haas-Ferrari         | 1:22,284  | +2,023    | 13         |
| 16       | Carlos Sainz Jr.  | Toro Rosso-Ferrari   | 1:22,402  | +2,141    | 21         |
| 17       | Nico Hülkenberg   | Force India-Mercedes | 1:22,427  | +2,166    | 22         |
| 18       | Danyiil Kvjat     | Toro Rosso-Ferrari   | 1:22,541  | +2,280    | 18         |
| 19       | Felipe Nasr       | Sauber-Ferrari       | 1:22,816  | +2,555    | 23         |
| 20       | Marcus Ericsson   | Sauber-Ferrari       | 1:23,219  | +2,958    | 23         |
| 21       | Pascal Wehrlein   | Manor-Mercedes       | 1:23,311  | +3,050    | 24         |
| 22       | Rio Haryanto      | Manor-Mercedes       | 1:23,513  | +3,252    | 23         |

## Időmérő edzés
A magyar nagydíj időmérő edzését július 23-án, szombaton futották. A leszakadó eső miatt az edzést 20 perccel elhalasztották, majd az első szakaszban 13 perc 8 másodperccel a leintés előtt piros zászlóval félbeszakították. Az edzés 14:40-kor indult újra. Baleset miatt újra félbe lett szakítva és 14:55-kor indították újra. Összességében a Q1 négy alkalommal szakadt félbe, ebből háromszor Marcus Ericsson, Felipe Massa és Rio Haryanto balesetei miatt.
| helyezés              | rajtszám | versenyző         | csapat/motor         | 1. rész  | 2. rész  | 3. rész  | rajthely   | futott kör |
| --------------------- | -------- | ----------------- | -------------------- | -------- | -------- | -------- | ---------- | ---------- |
| 1                     | 6        | Nico Rosberg      | Mercedes             | 1:33,302 | 1:22,806 | 1:19,965 | 1          | 29         |
| 2                     | 44       | Lewis Hamilton    | Mercedes             | 1:34,210 | 1:24,836 | 1:20,108 | 2          | 28         |
| 3                     | 3        | Daniel Ricciardo  | Red Bull-TAG Heuer   | 1:39,968 | 1:23,234 | 1:20,280 | 3          | 27         |
| 4                     | 33       | Max Verstappen    | Red Bull-TAG Heuer   | 1:40,424 | 1:22,660 | 1:20,557 | 4          | 27         |
| 5                     | 5        | Sebastian Vettel  | Ferrari              | 1:35,718 | 1:24,082 | 1:20,874 | 5          | 25         |
| 6                     | 55       | Carlos Sainz Jr.  | Toro Rosso-Ferrari   | 1:36,115 | 1:24,734 | 1:21,131 | 6          | 28         |
| 7                     | 14       | Fernando Alonso   | McLaren-Honda        | 1:35,165 | 1:23,816 | 1:21,211 | 7          | 28         |
| 8                     | 22       | Jenson Button     | McLaren-Honda        | 1:37,983 | 1:24,456 | 1:21,597 | 8          | 25         |
| 9                     | 27       | Nico Hülkenberg   | Force India-Mercedes | 1:41,471 | 1:23,901 | 1:21,823 | 9          | 24         |
| 10                    | 77       | Valtteri Bottas   | Williams-Mercedes    | 1:42,758 | 1:24,506 | 1:22,182 | 10         | 26         |
| 11                    | 8        | Romain Grosjean   | Haas-Ferrari         | 1:35,906 | 1:24,941 |          | 11         | 18         |
| 12                    | 26       | Danyiil Kvjat     | Toro Rosso-Ferrari   | 1:36,714 | 1:25,301 |          | 12         | 21         |
| 13                    | 11       | Sergio Pérez      | Force India-Mercedes | 1:41,411 | 1:25,416 |          | 13         | 16         |
| 14                    | 7        | Kimi Räikkönen    | Ferrari              | 1:36,853 | 1:25,435 |          | 14         | 20         |
| 15                    | 21       | Esteban Gutiérrez | Haas-Ferrari         | 1:38,959 | 1:26,189 |          | 15         | 18         |
| 16                    | 12       | Felipe Nasr       | Sauber-Ferrari       | 1:37,772 | 1:27,063 |          | 16         | 21         |
| 107%-os idő: 1:39,833 |          |                   |                      |          |          |          |            |            |
| NK                    | 30       | Jolyon Palmer     | Renault              | 1:43,965 |          |          | 17         | 9          |
| NK                    | 19       | Felipe Massa      | Williams-Mercedes    | 1:43,999 |          |          | 18         | 7          |
| NK                    | 20       | Kevin Magnussen   | Renault              | 1:44,543 |          |          | 19         | 9          |
| NK                    | 9        | Marcus Ericsson   | Sauber-Ferrari       | 1:46,984 |          |          | boxutca[1] | 5          |
| NK                    | 94       | Pascal Wehrlein   | Manor-Mercedes       | 1:47,343 |          |          | 20         | 9          |
| NK                    | 88       | Rio Haryanto      | Manor-Mercedes       | 1:50,189 |          |          | 21[2]      | 9          |

Megjegyzés:
- A Q1-ben a gyorsan változó (esős, majd felszáradó) időjárási körülmények miatt számos pilóta (Ricciardo, Verstappen, Hülkenberg, Pérez, Bottas, Palmer, Massa, Magnussen, Ericsson, Wehrlein és Haryanto) nem tudta megfutni a 107%-os időlimitet, de a versenybírák a körülményekre való tekintettel ezúttal eltekintettek ettől a szabálytól, a rajtengedélyt az összes pilóta megkapta.[2]
- ↑ 1:  — Marcus Ericsson autójának kasztniját ki kellett cserélni a balesetét követően, ezért a boxutcából kellett rajtolnia.[3]
- ↑ 2:  — Rio Haryanto autójában sebességváltót kellett cserélni, ezért 5 rajthelyes büntetést kapott.[2]

## Futam
A magyar nagydíj futama július 24-én, vasárnap rajtolt.
| helyezés | rajtszám | versenyző         | csapat/motor         | futott kör | idő/kiesés oka | rajthely | pont |
| -------- | -------- | ----------------- | -------------------- | ---------- | -------------- | -------- | ---- |
| 1        | 44       | Lewis Hamilton    | Mercedes             | 70         | 1:40:30,115    | 2        | 25   |
| 2        | 6        | Nico Rosberg      | Mercedes             | 70         | +1,977         | 1        | 18   |
| 3        | 3        | Daniel Ricciardo  | Red Bull-TAG Heuer   | 70         | +27,539        | 3        | 15   |
| 4        | 5        | Sebastian Vettel  | Ferrari              | 70         | +28,213        | 5        | 12   |
| 5        | 33       | Max Verstappen    | Red Bull-TAG Heuer   | 70         | +48,659        | 4        | 10   |
| 6        | 7        | Kimi Räikkönen    | Ferrari              | 70         | +49,044        | 14       | 8    |
| 7        | 14       | Fernando Alonso   | McLaren-Honda        | 69         | +1 kör         | 7        | 6    |
| 8        | 55       | Carlos Sainz Jr.  | Toro Rosso-Ferrari   | 69         | +1 kör         | 6        | 4    |
| 9        | 77       | Valtteri Bottas   | Williams-Mercedes    | 69         | +1 kör         | 10       | 2    |
| 10       | 27       | Nico Hülkenberg   | Force India-Mercedes | 69         | +1 kör         | 9        | 1    |
| 11       | 11       | Sergio Pérez      | Force India-Mercedes | 69         | +1 kör         | 13       |      |
| 12       | 30       | Jolyon Palmer     | Renault              | 69         | +1 kör         | 17       |      |
| 13[1]    | 21       | Esteban Gutiérrez | Haas-Ferrari         | 69         | +1 kör         | 15       |      |
| 14       | 8        | Romain Grosjean   | Haas-Ferrari         | 69         | +1 kör         | 11       |      |
| 15       | 20       | Kevin Magnussen   | Renault              | 69         | +1 kör         | 19       |      |
| 16       | 26       | Danyiil Kvjat     | Toro Rosso-Ferrari   | 69         | +1 kör         | 12       |      |
| 17       | 12       | Felipe Nasr       | Sauber-Ferrari       | 69         | +1 kör         | 16       |      |
| 18       | 19       | Felipe Massa      | Williams-Mercedes    | 68         | +2 kör         | 18       |      |
| 19       | 94       | Pascal Wehrlein   | Manor-Mercedes       | 68         | +2 kör         | 20       |      |
| 20       | 9        | Marcus Ericsson   | Sauber-Ferrari       | 68         | +2 kör         | boxutca  |      |
| 21       | 88       | Rio Haryanto      | Manor-Mercedes       | 68         | +2 kör         | 21       |      |
| ki       | 22       | Jenson Button     | McLaren-Honda        | 60         | olajszivárgás  | 8        |      |

Megjegyzés:
- ↑ 1:  — Esteban Gutiérrez 5 másodperces időbüntetést kapott a kék zászló figyelmen kívül hagyásáért.[4]

## A világbajnokság állása a verseny után
| H   | Versenyzők       | Pont | H   | Konstruktőrök        | Pont |
| --- | ---------------- | ---- | --- | -------------------- | ---- |
| 1.  | Lewis Hamilton   | 192  | 1.  | Mercedes             | 378  |
| 2.  | Nico Rosberg     | 186  | 2.  | Ferrari              | 224  |
| 3.  | Daniel Ricciardo | 115  | 3.  | Red Bull-TAG Heuer   | 223  |
| 4.  | Kimi Räikkönen   | 114  | 4.  | Williams-Mercedes    | 94   |
| 5.  | Sebastian Vettel | 110  | 5.  | Force India-Mercedes | 74   |
| 6.  | Max Verstappen   | 100  | 6.  | Toro Rosso-Ferrari   | 45   |
| 7.  | Valtteri Bottas  | 56   | 7.  | McLaren-Honda        | 38   |
| 8.  | Sergio Pérez     | 47   | 8.  | Haas-Ferrari         | 28   |
| 9.  | Felipe Massa     | 38   | 9.  | Renault              | 6    |
| 10. | Carlos Sainz Jr. | 30   | 10. | Manor-Mercedes       | 1    |

(A teljes táblázat)

## Statisztikák
- Vezető helyen:
  - Lewis Hamilton: 66 kör (1-15), (18-40) és (43-70)
  - Nico Rosberg: 4 kör (16-17) és (41-42)
- Lewis Hamilton 48. győzelme.
- Nico Rosberg 26. pole-pozíciója.
- Kimi Räikkönen 43. leggyorsabb köre.
- A Mercedes 55. győzelme.
- Lewis Hamilton 95., Nico Rosberg 48., Daniel Ricciardo 12. dobogós helyezése.